# Déxtho de Victoria
Déxtho de Victoria är en ort i Mexiko.   Den ligger i kommunen San Salvador och delstaten Hidalgo, i den sydöstra delen av landet, 100 km norr om huvudstaden Mexico City. Déxtho de Victoria ligger 1 947 meter över havet och antalet invånare är 1 429.
Terrängen runt Déxtho de Victoria är platt åt sydost, men åt nordväst är den kuperad. Runt Déxtho de Victoria är det ganska tätbefolkat, med 120 invånare per kvadratkilometer. Närmaste större samhälle är San Salvador, 4,5 km söder om Déxtho de Victoria. Omgivningarna runt Déxtho de Victoria är en mosaik av jordbruksmark och naturlig växtlighet.